# العلاقات التركية العراقية
العلاقات التركية العراقية، هي العلاقات الدبلوماسية بين العراق وتركيا، حيث لدى العراق سفارة في أنقرة، ولدى تركيا سفارة في بغداد وقنصلية في أربيل والموصل.

## العلاقات الثنائية حسب الترتيب الزمني

### 1958-1990
لم تكن العلاقات العراقية التركية السياسية حسنة في عهد نظام صدام حسين وذلك لوجود مشاكل ترتبط أساسًا بالعلاقات التركية المميزة مع كل من الولايات المتحدة وإسرائيل آنذاك، إضافة إلى العلاقات المائية، فالمعروف أن دجلة والفرات ينبعان من تركيا، والموقف التركي من هذين النهرين يتناقض مع الموقف القانوني الدولي.

## العلاقات الاقتصادية
على الصعيد الاقتصادي، إذ يرتبط البلدان بعلاقات تجارية واسعة النطاق تأخذ شكل استيراد العراق للبضائع التركية بكميات كبيرة، بما جعل نقطة العبور بين البلدين من أهم المناطق التجارية التي تشهد حركة دخول الشاحنات التركية إلى العراق بشكل يومي وكبير، وبالمقابل فإن العراق يصدر نفطه المستخرج من كركوك عبر أنبوب النفط الذي يمر بالأراضي التركية وصولاً إلى ميناء جيهان حيث يصدّر إلى أنحاء العالم، ومع زيادة قدرة العراق على التصدير وضرورة فتح منافذ جديدة، فقد تقرر فتح خط أنبوب نفطي آخر وأنبوب نقل الغاز عبر تركيا ليكون عاملاً من عوامل توثيق الروابط الاقتصادية بين البلدين الجارين وبما يعود بالمنفعة المشتركة عليهما.

## نزاعات

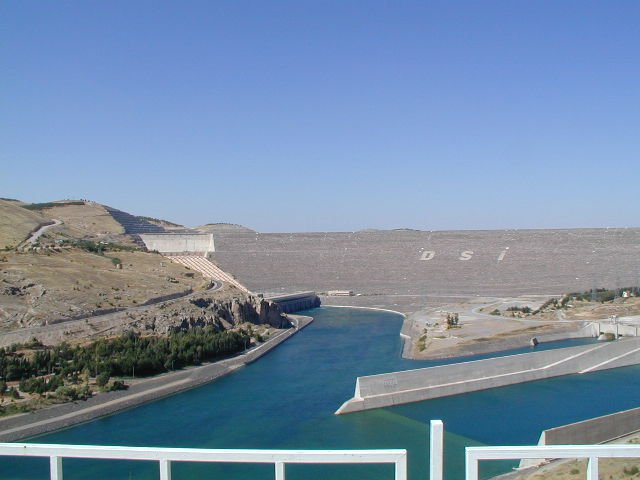
سد أتاتورك والنزاعات المائية: تأثيره على حقوق العراق في مياه نهري دجلة والفرات

### الموارد المائية
شهد ملف الموارد المائية بين العراق وتركيا تقلبات وأزمات تمثلت في بناء تركيا لسدود ومشاريع على منابع نهري دجلة والفرات في داخل أراضيها، ما أدى إلى نقص شديد في كميات المياه الداخلة إلى العراق وانعكاس ذلك سلبياً على الزراعة والري والسقي، وزيادة مساحات التصحر والملوحة وانعدام الزراعة في مناطق كبيرة ما جعل القطاع الزراعي يعاني من نقص كبير في الإنتاج والاضطرار إلى استيراد أكثر احتياجات العراق الزراعية من الخارج. ولاشك أن هذا الوضع لايمكن القبول به لما يمثّله من مخاطر حقيقية على الواقع الزراعي والمعيشي في العراق، وذلك يستدعي اتفاقاً منصفاً مع الجانب التركي يؤمن حصة مناسبة للعراق من مياه النهرين ويجنبه مواجهة مواقف مماثلة في المستقبل. صحيح أن على الحكومة العراقية اتخاذ إجراءات عملية من جانبها لإقامة السدود الصغيرة واستثمار المياه في موسم الوفرة، ولكن أي أتفاق مع تركيا سيضع الأمور في نصابها ويرتب التزامات تدخل ضمن المصالح المتبادلة ومبادئ حُسْن الجوار.
في 25 مايو 2011 رفضت الحكومة العراقية التوقيع على اتفاقية اقتصادية مع تركيا حتى تضمن لها حصة مائية محددة حسب اتفاق رسمي. وقال الناطق الرسمي باسم الحكومة العراقية علي الدباغ إن “تركيا لا تزال ترفض توقيع اتفاقية تزود بها العراق بنسب محددة”. وأضاف خلال مؤتمر صحفي مشترك مع وزير الزراعة عز الدين الدولة “لا نزال نستعمل كل علاقتنا مع تركيا في موضوع ضمان حصتنا المائية”. وكان العراق اتهم العام الماضي تركيا وإيران بمواصلة حجب المياه عن نهري دجلة والفرات رغم هطول الأمطار والثلوج في كلا البلدين.

### مشكلة الكرد
المشكلة الكردية ستظل قائمة في كل من تركيا والعراق وسيكون لها دورها المؤثر في العلاقات العراقية التركية وكما كانت دائماً، خاصة أن الكرد في العراق -بدعم أميركي- يلعبون الآن دورا خطيرا ومؤثرا في السياسة العراقية ويمكن أن يكون لهم أوراق جديدة ستؤثر في طبيعة العلاقة المستقبلية على المشكلة الكردية في كل من إيران وتركيا. ولكن مثل هذا التأثير لن تظهر مؤشراته الأولية وانعكاساته إلا بعد فترة طبقا لحسابات ترتبط أساسا بأهداف وخطط الولايات المتحدة وإسرائيل الخاصة بالمنطقة أكثر منها بالقضية الكردية نفسها واهتمامات الكرد بمستقبلهم.

## العلاقات الحالية

### القوات التركية في شمال العراق
في يوم 12 ديسمبر 2015 قام العراق بتقديم احتجاج رسمي لمجلس الأمن الدولي احتجاجاً على تواجد القوات المسلحة التركية قرب مدينة الموصل شمال العراق،  وقد قال رئيس الوزراء العراقي حيدر العبادي أن وجود هذه القوات يمثل انتهاك لسيادة العراق على أراضيه من قبل تركيا، بينما قال الرئيس التركي رجب طيب أردوغان إن هذه القوات موجودة منذ زمن ومن إتفاق مسبق وقال بأنه لن يقبل سحب القوات التركية من العراق،  وقد قال أيضاً رئيس إقليم كردستان مسعود برزاني أن هذه القوات كانت موجودة وأشار أن الإقليم ليس مسؤول عن وجود هذه القوات وأن الإقليم لا يسمح بانتهاك سيادة العراق على أراضيه من قبل أي دولة.

## وصلات خارجية
- Iraq-Turkey relations